# Cautires takakurai
Cautires takakurai is een keversoort uit de familie netschildkevers (Lycidae). De wetenschappelijke naam van de soort werd in 1980 gepubliceerd door Takehiko Nakane.